# RaiQuan Gray
RaiQuan Kelvan Gray (Parkland, 7 luglio 1999) è un cestista statunitense, professionista nella NBA.

## Carriera
Dopo aver trascorso la carriera universitaria con i Florida State Seminoles, nel 2021 si dichiara eleggibile per il Draft NBA, venendo chiamato con la 59ª scelta assoluta dai Brooklyn Nets. L'8 aprile 2023, dopo aver passato due stagioni con la franchigia affiliata dei Long Island Nets, in G League, viene firmato con un two-way contract dai Brooklyn Nets.

## Statistiche

### NCAA
| Anno      | Squadra             | PG | PT | MP   | TC%  | 3P%  | TL%  | RP  | AP  | PRP | SP  | PP   |
| --------- | ------------------- | -- | -- | ---- | ---- | ---- | ---- | --- | --- | --- | --- | ---- |
| 2018-2019 | Fl. State Seminoles | 36 | 4  | 12,3 | 43,5 | 31,3 | 72,1 | 2,3 | 0,8 | 0,8 | 0,2 | 3,9  |
| 2019-2020 | Fl. State Seminoles | 29 | 24 | 19,4 | 39,2 | 22,0 | 69,6 | 3,8 | 1,4 | 1,1 | 0,7 | 6,0  |
| 2020-2021 | Fl. State Seminoles | 25 | 24 | 26,2 | 51,7 | 26,7 | 76,3 | 6,4 | 2,2 | 1,2 | 0,7 | 11,9 |
| Carriera  | Carriera            | 90 | 52 | 18,5 | 45,8 | 26,2 | 73,2 | 3,9 | 1,4 | 1,0 | 0,5 | 6,8  |

#### Massimi in carriera
- Massimo di punti: 23 vs Wake Forest (13 febbraio 2021)[4]
- Massimo di rimbalzi: 13 vs Miami (24 febbraio 2021)
- Massimo di assist: 6 vs Miami (24 febbraio 2021)
- Massimo di palle rubate: 5 vs Murray State (23 marzo 2019)
- Massimo di stoppate: 4 vs North Carolina-Chapel Hill (3 febbraio 2020)
- Massimo di minuti giocati: 37 vs Wake Forest (13 febbraio 2021)

### NBA

#### Regular Season
| Anno      | Squadra           | PG | PT | MP   | TC%  | 3P%  | TL% | RP  | AP  | PRP | SP  | PP   |
| --------- | ----------------- | -- | -- | ---- | ---- | ---- | --- | --- | --- | --- | --- | ---- |
| 2022-2023 | Brooklyn Nets     | 1  | 0  | 35,0 | 50,0 | 40,0 | 100 | 9,0 | 7,0 | 0,0 | 1,0 | 16,0 |
| 2023-2024 | San Antonio Spurs | 3  | 0  | 13,0 | 58,8 | 42,9 | -   | 2,3 | 2,0 | 0,3 | 0,3 | 7,7  |
| Carriera  | Carriera          | 4  | 0  | 18,5 | 55,2 | 41,7 | 100 | 4,0 | 3,3 | 0,3 | 0,5 | 9,8  |

#### Massimi in carriera
- Massimo di punti: 16 vs Philadelphia 76ers (9 aprile 2023)[5]
- Massimo di rimbalzi: 9 vs Philadelphia 76ers (9 aprile 2023)
- Massimo di assist: 7 vs Philadelphia 76ers (9 aprile 2023)
- Massimo di palle rubate: -
- Massimo di stoppate: 1 vs Philadelphia 76ers (9 aprile 2023)
- Massimo di minuti giocati: 35 vs Philadelphia 76ers (9 aprile 2023)

### G League
| Anno      | Squadra          | PG  | PT | MP   | TC%  | 3P%  | TL%  | RP  | AP  | PRP | SP  | PP   |
| --------- | ---------------- | --- | -- | ---- | ---- | ---- | ---- | --- | --- | --- | --- | ---- |
| 2021-2022 | Long Island Nets | 40  | 16 | 24,8 | 41,0 | 18,9 | 83,8 | 7,1 | 3,4 | 0,8 | 0,7 | 7,2  |
| 2022-2023 | Long Island Nets | 30  | 29 | 29,9 | 54,8 | 30,4 | 64,3 | 7,9 | 3,4 | 1,7 | 0,6 | 14,9 |
| 2023-2024 | Austin Spurs     | 43  | 31 | 27,7 | 56,4 | 31,6 | 76,1 | 5,9 | 3,5 | 2,0 | 0,5 | 15,4 |
| Carriera  | Carriera         | 113 | 76 | 27,3 | 52,1 | 27,0 | 73,8 | 6,8 | 3,5 | 1,5 | 0,6 | 12,4 |